# 20228 Жанмаркмарі
20228 Жанмаркмарі (20228 Jeanmarcmari) — астероїд головного поясу, відкритий 3 грудня 1997 року.
Тіссеранів параметр щодо Юпітера — 3,649.